# Заамут
Заамуты — один из ойратских родов. Представлен в различных улусах среди калмыков-торгоутов, а также в составе западных бурят.

## История
Происхождение и этническая история ойратов-заамутов и их естественных потомков в лице калмыков-заамутов до настоящего времени ещё недостаточно изучены. Известно, что этноним «заамут» встречается среди ойратов Синьцзяна, Внутренней Монголии КНР, Западной Монголии и среди бурят. Калмыки-заамуты в период существования Калмыцкого ханства жили в пределах «собственного» улуса — Замутовского, который принадлежал зайсангу Лу-Церену. То, что заамуты являются одним из этнических субстратов калмыков-торгоутов, проживавших в конце XIX века в Багацохуровском и Икицохуровском улусах, а также в Харахусовском и Яндыко-Мочажном улусах, не вызывает сомнения. По мнению большинства учёных, этноним «заамут» происходит от слова «зам» — длинная дорога, почтовый тракт, почтовая служба и ведомство XIII—XIV вв. в Западной Монголии периода династии Юань. Исходя из этого, предполагается, что заамутами именовали тех ойратов, которые должны были обслуживать почтовую службу юаньских императоров.

## Символика рода
Цвета рода (өлгц) — белый, синий (көк цаһан хойр).
Покровитель рода — небесный дракон.
Тамга — һолта очр и төөлг.

## Расселение
Калмыки-заамуты образуют Замутовский аймак Ики-Цохуровского улуса, Замутовский аймак Яндыко-Мочажного улуса, также входят в состав Бага-Цохуровского аймака Яндыко-Мочажного улуса и Ики-Багудовского аймака Эркетеневского улуса. Присутствуют и в Бага-Цохуровском улусе.
Из современных населённых пунктов, наибольшее количество заамутов проживает в Лиманском районе (с. Караванное, с. Камышово, с. Яр-Базар) Астраханской области, Юстинском (п. Эрдниевский) и Яшкульском районах Калмыкии, а также в Элисте.